# NGC 7648
NGC 7648 (również IC 1486, PGC 71321 lub UGC 12575) – galaktyka soczewkowata (S0), znajdująca się w gwiazdozbiorze Pegaza. Odkrył ją William Herschel 18 października 1784.